# Перетяткович, Мариан Марианович
Мариа́н Мариа́нович Перетя́ткович (23 августа 1872, Усычи, Волынская губерния — 22 мая 1916, Киев) — русский архитектор, академик Императорской Академии художеств, теоретик градостроительства и преподаватель. В архитектурном творчестве Перетятковича модерн сочетался со средневековыми мотивами, а также с чертами неоклассицизма, неоренессанса и русского стиля.

## Биография
Родился в семье помещика. По окончании Ровенского реального училища в 1890 году поступил на военную службу, с которой вышел в запас в 1896 году в чине казачьего сотника. В 1901 году окончил Институт гражданских инженеров императора Николая I. В 1901—1906 годах продолжил обучение в Высшем художественном училище при Императорской Академии художеств. Дипломная работа «Зал для народных собраний» была исполнена в мастерской профессора Л. Н. Бенуа. В 1907 году М. М. Перетяткович был послан пенсионером ИАХ для завершения обучения в Италию и Францию. По мнению искусствоведа М. В. Нащокиной, во время поездки на формирование творческого стиля М. М. Перетятковича оказали влияние мастера финского модерна Л. Сонк и Э. Сааринен.
По возвращении из-за границы работал помощником архитекторов Г. В. Барановского, И. И. Рерберга, П. Ю. Сюзора. Многие проекты осуществил в соавторстве с М. С. Лялевичем. В 1913 году удостоился звания академика архитектуры. По мнению Е. А. Борисовой, определяющим в творчестве Перетятковича было тяготение к подчёркнутой монументальности построек.
Обширную архитектурную практику совмещал с преподавательской деятельностью. С 1904 по 1910 годы М. М. Перетяткович служил преподавателем Технологического института, Высших Женских Политехнических курсов. Читал курс лекций в Высшем художественном училище Императорской Академии художеств. В 1910—1912 годах участвовал в составлении «Проекта преобразования Санкт-Петербурга» под руководством архитекторов Ф. Е. Енакиева и Л. Н. Бенуа.
Помимо проектной и преподавательской деятельности, М. М. Перетяткович состоял членом таких общественных организаций, как Императорское Санкт-Петербургское Общество архитекторов, Общество архитекторов-художников, Совет Музея Старого Петербурга, работал в Комиссии по изучению и описанию памятников Старого Петербурга, состоял в редакционном совете журнала «Зодчий».
Скончался от инфаркта.

## Проекты и постройки

### Санкт-Петербург — Петроград
- Храм Лурдской Божией Матери, совместно с Л. Н. Бенуа (1903—1909, Ковенский переулок, 7);
- Конкурсный проект доходного дома А. Н. Перцова (1905—1908), не осуществлён;
- Конкурсный проект Сытного рынка, совместно с М. С. Лялевичем и Ф. Е. Вышинским (1906, четыре варианта), не осуществлён;
- Проект дома Гвардейского экономического общества (1907, Большая Конюшенная улица, 21—23), не осуществлён;
- Конкурсный проект Дворца мира (1907, Гаага), не осуществлён;
- Зал заседаний Государственного совета в Мариинском дворце, автор-строитель Л. Н. Бенуа (1907—1908, Исаакиевская площадь, 6);
- Трамвайный мост через Фонтанку; воен. инженер Г. Г. Кривошеин (1908, в створе Большой Подьяческой улицы), пролётное строение снято, сохранились береговые устои;
- Дом страхового общества «Саламандра», при участии Н. Н. Верёвкина (1908—1909, Гороховая улица, 4);
- Церковь Христа Спасителя в память Гефсиманского борения и святителя Николая Чудотворца («Спас-на-Водах»), при участии Н. В. Покровского и С. Н. Смирнова (1910, Ново-Адмиралтейский остров), снесён в 1932 году;
- Торговый банк и доходный дом М. И. Вавельберга (1910—1912, Невский проспект, 7-9 — Малая Морская улица, 1);
- Дом городских учреждений, при участии М. С. Лялевича (1912—1913, Кронверкский проспект, 49);
- Здание Римско-католического благотворительного общества убежища для мальчиков (1912—1913, Кирилловская улица, 19);
- Здание Русского торгово-промышленного банка (1912—1914, Большая Морская улица, 15);
- Здание Министерства торговли и промышленности (1912—1915, Набережная Макарова, 8 — Биржевая линия, 3);
- Железобетонный свод в главном зале Биржи, совместно с Ф. И. Лидвалем (1913—1914, Биржевая площадь, 4).

### Москва
- Участие в проектировании Музея изящных искусств по проекту архитектора Р. И. Клейна (1898—1900, Волхонка, 12);
- Участие в отделке торговых залов Елисеевского магазина, совместно с архитектором В. В. Воейковым под руководством архитектора Г. В. Барановского (1898—1901, Тверская улица, 14);
- Участие в декоративной отделке фасадов гостиницы «Метрополь» (1901—1903, Театральная площадь, 4);
- Конкурсный проект здания Московского Купеческого собрания, в соавторстве с М. С. Лялевичем (1905, 1-я премия), неосуществлён;
- Дом дешёвых квартир имени Г. Г. Солодовникова для одиноких, (1908 г., инж. Т. Я. Бардт, Улица Гиляровского, 65с1);
- Здание Северного страхового общества, совместно с И. И. Рербергом, И. А. Голосовым и В. К. Олтаржевским (1909—1911, Ильинка, 21-23 — Новая площадь, 16).

### Другие города Российской империи
- Виадук, в соавторстве с М. С. Лялевичем (1906, Варшава, конкурс), не осуществлён;
- Церковь Олега Брянского, совместно с С. М. Дешевовым (1915, с. Осташёво Волоколамский район Московской области);
- Государственный банк (1910—1914, Ростов-на-Дону, пр-т Соколова, 22а (угол Большой Садовой улицы);
- Романовская грязелечебница (строил архитектор Е. Ф. Шреттер) (1911—1914, Пятигорск, проспект Кирова, 67).

## Галерея проектов

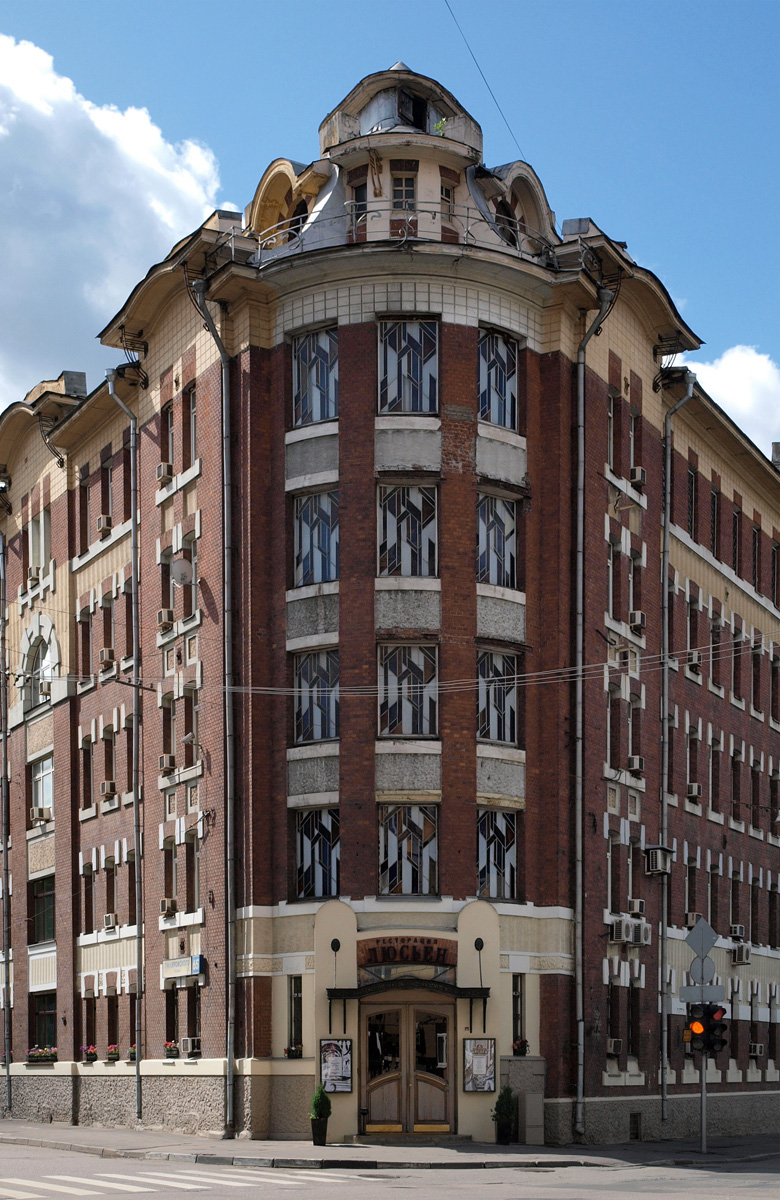
Городской дом дешёвых квартир для одиноких в Москве
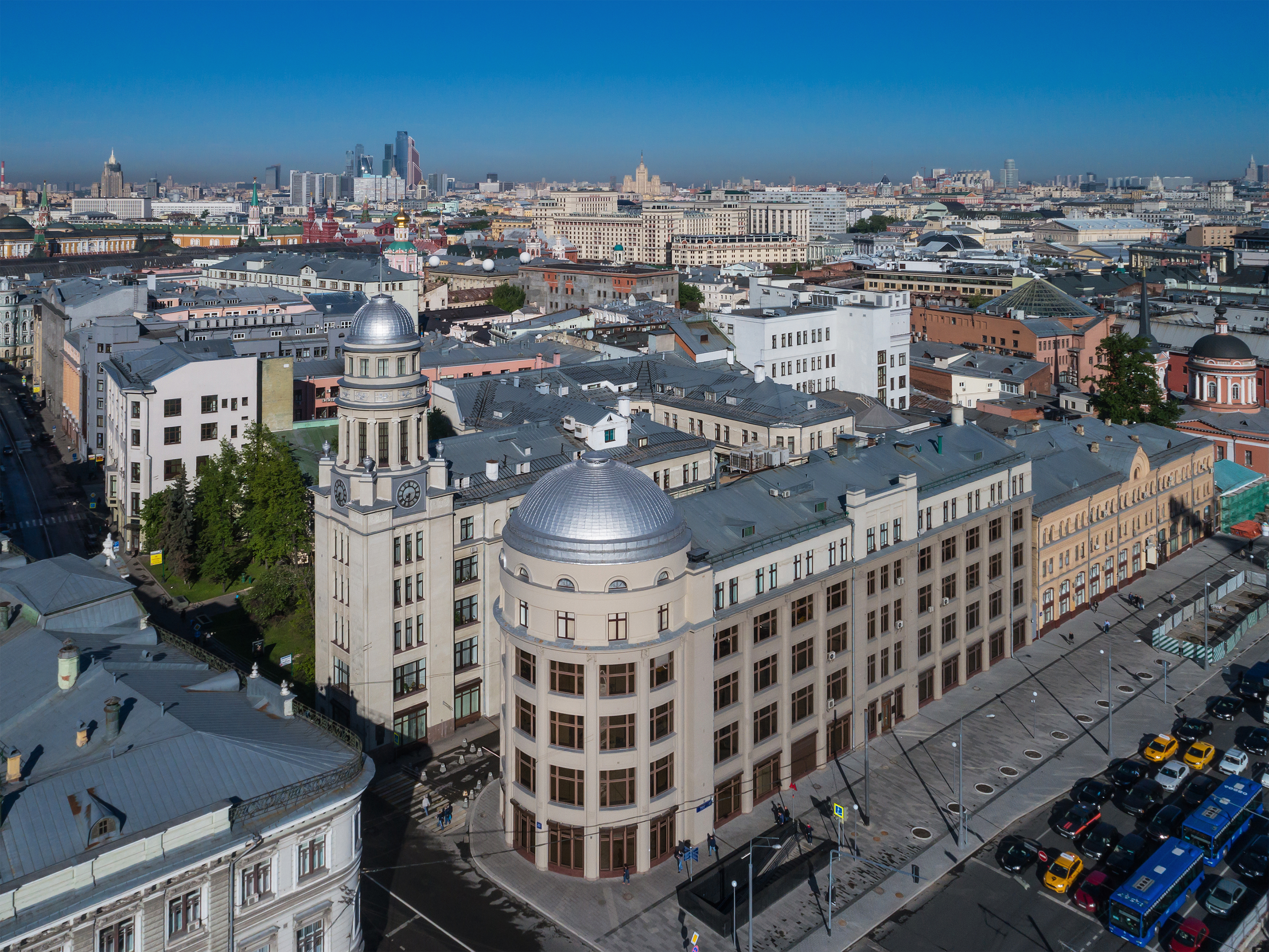
Северное Страховое общество
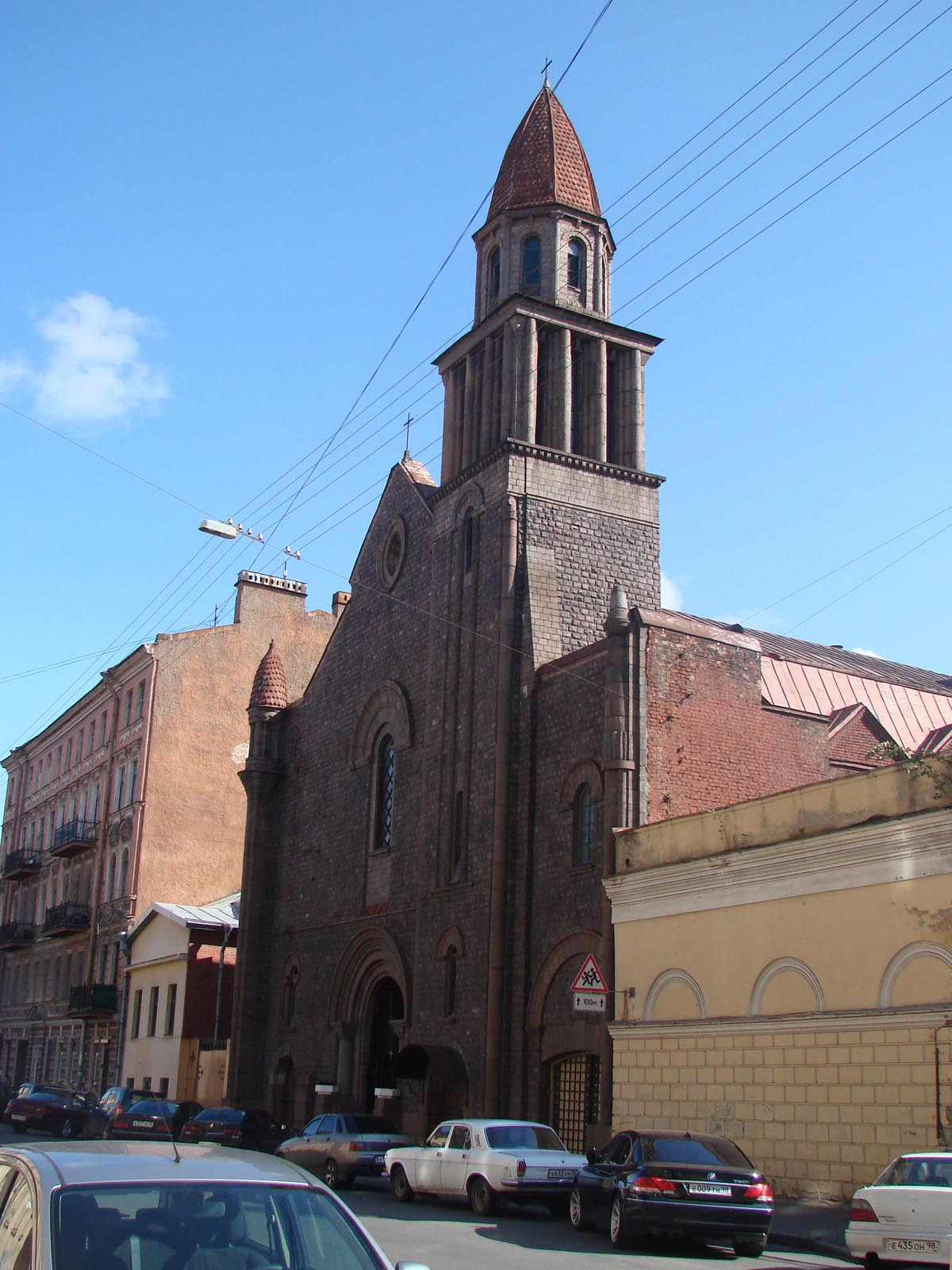
Храм Лурдской Божией Матери в Петербурге
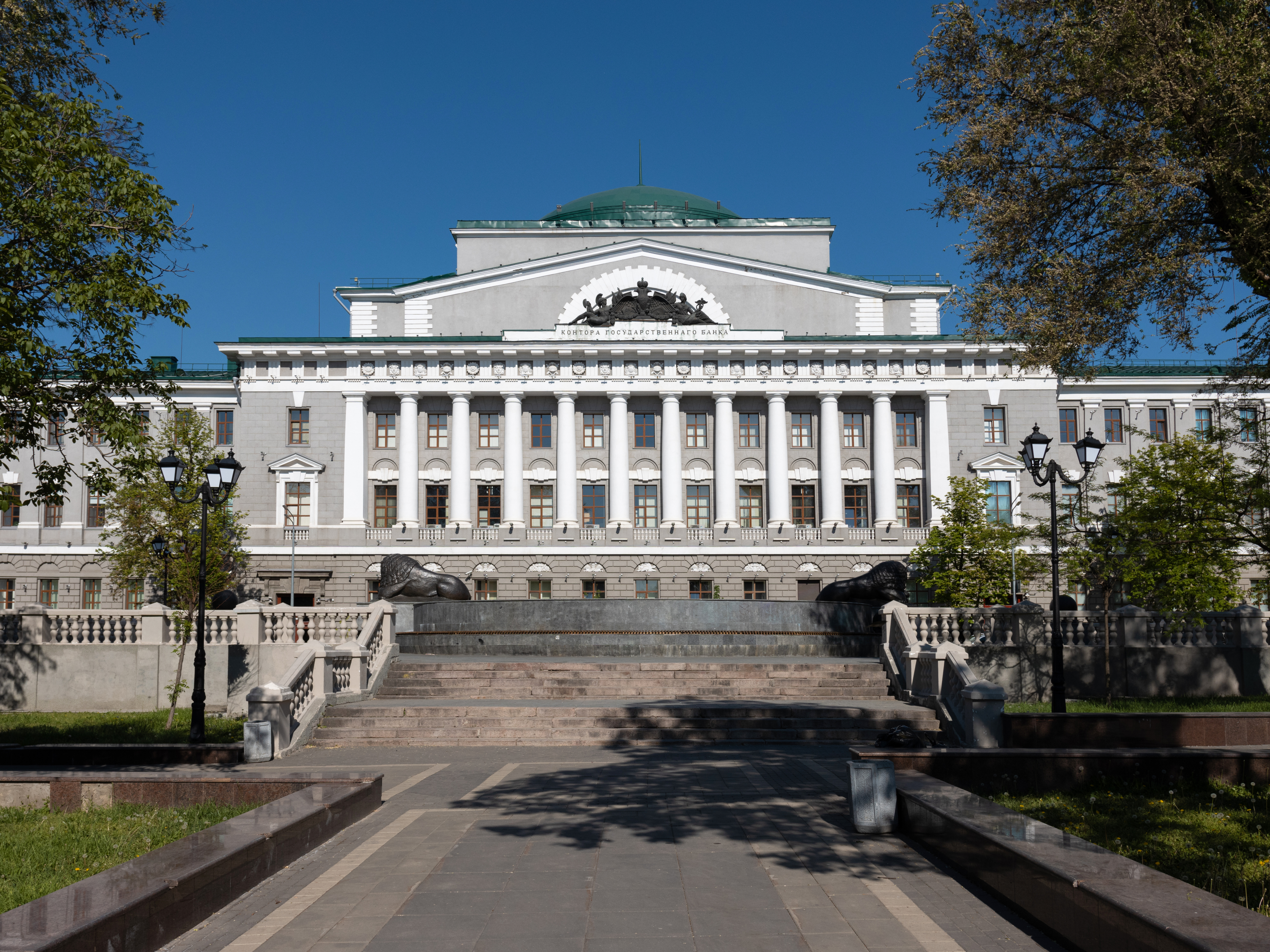
Здание Госбанка в Ростове-на-Дону
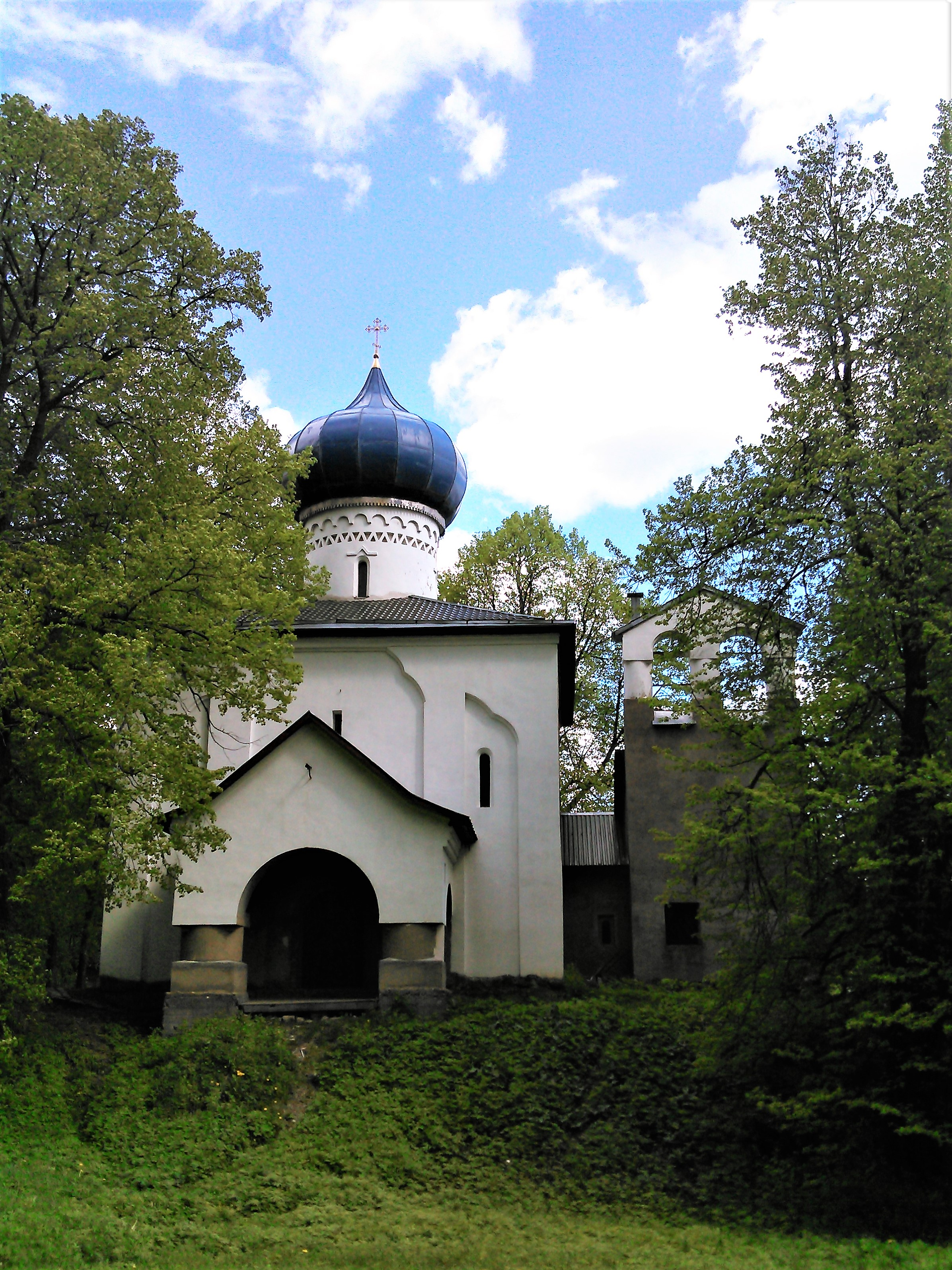
Часовня-усыпальница в Осташёве